# 基満男
基 満男（もとい みつお、1946年11月10日 - ）は、兵庫県武庫郡（後の神戸市東灘区）出身の元プロ野球選手（内野手）・コーチ、解説者・評論家。

## 来歴・人物

### プロ入り前
少年時代はサッカーをやっていたが、中学3年時に当時の担任の勧めで野球を始めた。報徳学園高校では1年から二塁手のレギュラーとなる。同期のエース長坂正稔（中大－東芝）を擁し、1964年の第36回選抜高等学校野球大会に出場。1回戦で東邦高を9回サヨナラ勝ちで降すが、2回戦では、この大会に優勝した徳島海南高の尾崎正司に完封負けを喫する。同年夏の甲子園県予選では、準決勝で育英高の鈴木啓示に抑えられ惜敗。他の高校同期に捕手の水沼四郎、右翼手の三宅昇、1年下に控え投手の谷村智博がいた。高校1年生の時に父親が亡くなる。
駒澤大学に進学するが、大学1年の夏に中退。地元・神戸に戻るも大企業の野球部は年度途中採用をしておらず、篠崎倉庫に入社し1年半勤めた。報徳時代の先輩が、同じく報徳の先輩だった西鉄ライオンズスカウトの深見安博へ紹介し、1966年秋に香椎球場で打撃、平和台球場で守備のテストを受け合格。阪神タイガースの入団テストも受験したが、ドラフト会議の結果を待って合否を決定するという阪神を蹴り、西鉄に入団した。

### 現役時代
1967年は遊撃手と二塁手を兼ね91試合に先発出場、8月には2番打者に定着する。入団したての頃は技術修得のために、自ら授業料を払い教えを請うという、かなりの努力家であった。
1968年は開幕から二塁手として起用され、初の規定打席（24位、打率.235）に達する。
1969年には打率.295（8位）の好記録を残した。以後パシフィック・リーグを代表する二塁手となる。
1970年の黒い霧事件で嫌疑がかかるが、コミッショナー委員会は八百長の依頼を断ったこと、八百長の報酬を渡されるも拒否したことを評価し、既に球団から出場停止となっていたことも考慮して出場停止処分は課さず「戒告処分」にとどめた。
1972年にはプロ6年目で初の3割となる打率.301、20本塁打、盗塁25を記録し、ベストナインを受賞した。
1973年5月20日の近鉄戦にてプロ野球通算3万号本塁打を打つ。当時は同僚の梅田邦三が記録したとされていたが、1976年に報知新聞社の調査で記録の間違いが判明した。
1975年4月5日の日本ハムとの開幕戦にてサヨナラ二塁打を記録した。1976年、二塁手のポジションを吉岡悟に奪われ72試合の出場に留まる。吉岡は同年、パ・リーグの首位打者を獲得した。同年オフ、中日ドラゴンズの藤波行雄と竹田和史との2対1の交換トレードが内定した。基は中日への移籍を早々に快諾し、竹田も不本意ながらクラウンへの移籍を了承した。ところが藤波が任意引退も辞さないという態度でトレードを拒否し中日も認めたためトレードは不成立に終わり、基はチームに残留し、竹田と松林茂のトレードで決着した。
1977年は吉岡が不振に陥り、出番を得た基が再び正二塁手の座についた。
西武ライオンズの誕生により所沢移転が決まった1978年オフ、鵜沢達雄、根本隆との交換トレードで横浜大洋ホエールズに移籍。セ・リーグの大洋へ移籍すれば巨人戦の中継があり、福岡のファンに自分の姿を見てもらえることが、移籍了承の理由であった。
1979年は三塁手も兼ねて活躍、勝負強い打撃で3番打者としても57試合に起用された。
1980年は二塁手に専念、監督の別当薫から振り子打法の助言を受けた。打席に立ちバットの先で本塁ベースの3点を軽く叩き、バットを持ち上げた後、ゆするようにバットを立て左足を軽く上げてから、体の反動でボールを上から叩く打法を身につけた。自己最高の打率.314（リーグ4位）を記録、ダイヤモンドグラブとベストナインに輝いた。両リーグでのベストナイン受賞は当時としては史上5人目だった。
1983年には高木豊が成長し定位置を譲る。
1984年はコーチ補佐を兼任し、同年限りで現役引退。

### 引退後
引退後は大洋二軍打撃コーチ（1985年 - 1986年）→日本ハム二軍外野守備・打撃コーチ（1987年 - 1988年）を経て、テレビ神奈川「ハイアップナイター」・RKB毎日放送「エキサイトナイター」（1989年）→TVQ「スーパースタジアム」（1991年 - 2001年）解説者、西日本スポーツ評論家などを歴任。
現在は福岡市西区のウエストコート姪浜で少年少女バッティング教室の講師を務めている。

## 選手としての特徴
基には独自の技術として「ウッドペッカー」がある。西鉄のジム・バーマがしていた、グラブにボールを入れて右拳で叩いて上げるという遊びを真似していたものを、大洋時代に実践したものである。これは二塁手として二遊間のゴロをバックハンドでさばいた時に二塁ベース上の遊撃手に向かって出すバックトスなのだが、グラブそのものを動かすのではなく（グラブの先にひっかかることがある）、グラブを二塁ベースに向けて軽く開口し、拳状にした右手でボールの入ったグラブのポケット部分を裏からトンカチのように叩き、ふわっとしたちょうど良い加減のトスを出すというものである。
太平洋・クラウンで同僚だった真弓明信は「基さんには、守備から打撃から野球を教わったよ。特にダブルプレーは鍛えられた。基さんはとにかくトスが速い。ショートにとって、トスが速いのは本当に助かるんやね。捕ってからベースを踏んでもいいし、すでにベースに入っているときにはランナーもいないし。速いに越したことないから」と語っている。

## 詳細情報

### 年度別打撃成績
| 年 度      | 球 団                | 試 合 | 打 席 | 打 数 | 得 点 | 安 打 | 二 塁 打 | 三 塁 打 | 本 塁 打 | 塁 打 | 打 点 | 盗 塁 | 盗 塁 死 | 犠 打 | 犠 飛 | 四 球 | 敬 遠 | 死 球 | 三 振 | 併 殺 打 | 打 率 | 出 塁 率 | 長 打 率 | O P S |
| ---------- | -------------------- | ----- | ----- | ----- | ----- | ----- | -------- | -------- | -------- | ----- | ----- | ----- | -------- | ----- | ----- | ----- | ----- | ----- | ----- | -------- | ----- | -------- | -------- | ----- |
| 1967       | 西鉄 太平洋 クラウン | 124   | 347   | 311   | 32    | 70    | 11       | 4        | 3        | 98    | 16    | 10    | 10       | 13    | 1     | 17    | 0     | 5     | 63    | 4        | .225  | .275     | .315     | .591  |
| 1968       | 西鉄 太平洋 クラウン | 132   | 548   | 469   | 63    | 110   | 13       | 3        | 12       | 165   | 35    | 21    | 9        | 26    | 3     | 46    | 1     | 4     | 82    | 5        | .235  | .307     | .352     | .658  |
| 1969       | 西鉄 太平洋 クラウン | 127   | 543   | 478   | 65    | 141   | 34       | 3        | 10       | 211   | 41    | 10    | 7        | 14    | 1     | 43    | 0     | 7     | 65    | 11       | .295  | .361     | .441     | .802  |
| 1970       | 西鉄 太平洋 クラウン | 111   | 469   | 393   | 59    | 100   | 15       | 0        | 21       | 178   | 43    | 15    | 9        | 16    | 0     | 57    | 1     | 3     | 62    | 8        | .254  | .353     | .453     | .806  |
| 1971       | 西鉄 太平洋 クラウン | 128   | 540   | 467   | 59    | 129   | 19       | 1        | 14       | 192   | 43    | 21    | 5        | 10    | 5     | 55    | 0     | 3     | 69    | 3        | .276  | .353     | .411     | .764  |
| 1972       | 西鉄 太平洋 クラウン | 128   | 538   | 459   | 64    | 138   | 18       | 3        | 20       | 222   | 43    | 25    | 10       | 4     | 3     | 70    | 6     | 2     | 51    | 8        | .301  | .393     | .484     | .877  |
| 1973       | 西鉄 太平洋 クラウン | 102   | 424   | 359   | 51    | 105   | 12       | 2        | 18       | 175   | 59    | 9     | 3        | 1     | 5     | 54    | 3     | 5     | 52    | 6        | .292  | .388     | .487     | .875  |
| 1974       | 西鉄 太平洋 クラウン | 114   | 451   | 391   | 50    | 95    | 10       | 1        | 12       | 143   | 37    | 9     | 4        | 9     | 2     | 43    | 1     | 6     | 57    | 9        | .243  | .326     | .366     | .692  |
| 1975       | 西鉄 太平洋 クラウン | 126   | 522   | 447   | 51    | 126   | 13       | 1        | 7        | 162   | 27    | 12    | 5        | 27    | 1     | 44    | 1     | 3     | 46    | 9        | .282  | .349     | .362     | .712  |
| 1976       | 西鉄 太平洋 クラウン | 72    | 266   | 226   | 27    | 53    | 4        | 0        | 5        | 72    | 12    | 5     | 4        | 6     | 1     | 32    | 1     | 1     | 28    | 4        | .235  | .331     | .319     | .649  |
| 1977       | 西鉄 太平洋 クラウン | 119   | 494   | 422   | 48    | 111   | 13       | 5        | 11       | 167   | 39    | 22    | 16       | 11    | 3     | 57    | 1     | 1     | 74    | 7        | .263  | .350     | .396     | .746  |
| 1978       | 西鉄 太平洋 クラウン | 98    | 291   | 253   | 30    | 77    | 13       | 0        | 6        | 108   | 33    | 17    | 6        | 9     | 2     | 23    | 1     | 4     | 27    | 5        | .304  | .369     | .427     | .796  |
| 1979       | 大洋                 | 112   | 444   | 373   | 64    | 110   | 22       | 2        | 15       | 181   | 65    | 16    | 3        | 9     | 3     | 55    | 2     | 4     | 84    | 7        | .295  | .389     | .485     | .874  |
| 1980       | 大洋                 | 119   | 475   | 407   | 51    | 128   | 24       | 1        | 12       | 190   | 70    | 18    | 12       | 7     | 5     | 53    | 2     | 3     | 64    | 9        | .314  | .393     | .467     | .860  |
| 1981       | 大洋                 | 93    | 360   | 321   | 25    | 76    | 13       | 0        | 1        | 92    | 16    | 4     | 3        | 7     | 0     | 27    | 0     | 5     | 32    | 7        | .237  | .306     | .287     | .593  |
| 1982       | 大洋                 | 105   | 417   | 372   | 41    | 100   | 19       | 1        | 18       | 175   | 63    | 2     | 0        | 4     | 1     | 36    | 4     | 4     | 53    | 10       | .269  | .339     | .470     | .809  |
| 1983       | 大洋                 | 58    | 131   | 114   | 11    | 35    | 4        | 0        | 2        | 45    | 12    | 1     | 2        | 1     | 3     | 13    | 1     | 0     | 9     | 5        | .307  | .369     | .395     | .764  |
| 1984       | 大洋                 | 46    | 95    | 87    | 5     | 30    | 3        | 0        | 2        | 39    | 18    | 0     | 0        | 1     | 1     | 6     | 1     | 0     | 7     | 3        | .345  | .383     | .448     | .831  |
| 通算：18年 | 通算：18年           | 1914  | 7355  | 6349  | 796   | 1734  | 260      | 27       | 189      | 2615  | 672   | 217   | 108      | 175   | 40    | 731   | 26    | 60    | 925   | 120      | .273  | .352     | .412     | .764  |

- 各年度の太字はリーグ最高
- 西鉄（西鉄ライオンズ）は、1973年に太平洋（太平洋クラブライオンズ）に、1977年にクラウン（クラウンライターライオンズ）に球団名を変更

### 表彰
- ベストナイン：2回（二塁手部門：1972年、1980年）
- ダイヤモンドグラブ賞：1回（二塁手部門：1980年）

### 記録
初記録
- 初出場：1967年4月15日、対東京オリオンズ2回戦（東京スタジアム）、9回表に植田征作の代走で出場
- 初先発出場：1967年4月23日、対阪急ブレーブス4回戦（平和台球場）、8番・遊撃手で先発出場
- 初安打：1967年5月9日、対東映フライヤーズ3回戦（後楽園球場）、2回表に尾崎行雄から
- 初打点：1967年5月13日、対近鉄バファローズ4回戦（今治市営球場）、4回表に佐々木宏一郎から適時三塁打
- 初本塁打：1967年5月23日、対近鉄バファローズ7回戦（平和台球場）、3回裏に板東里視からソロ

節目の記録
- 100本塁打：1974年4月28日、対ロッテオリオンズ前期4回戦（川崎球場）、1回表に木樽正明から左越先制ソロ ※史上77人目
- 1000試合出場：1975年5月17日、対南海ホークス前期5回戦（大阪スタヂアム）、7回表に梅田邦三の代走で出場 ※史上181人目
- 1000安打：1975年9月18日、対阪急ブレーブス後期7回戦（平和台球場）、5回裏に竹村一義から中前安打 ※史上94人目
- 150本塁打：1979年8月25日、対阪神タイガース17回戦（阪神甲子園球場）、8回表に山本和行から左越ソロ ※史上53人目
- 1500安打：1981年4月11日、対ヤクルトスワローズ1回戦（明治神宮野球場）、8回表に鳥原公二から左中間安打 ※史上41人目
- 1500試合出場：1981年4月15日、対広島東洋カープ2回戦（横浜スタジアム）、2番・二塁手で先発出場 ※史上62人目

その他の記録
- プロ野球通算3万号本塁打：1973年5月20日 対近鉄バファローズ前期9回戦（平和台球場）、7回裏に井本隆から左中間へ2ラン
- 1試合4二塁打：1979年5月9日、対阪神タイガース4回戦（横浜スタジアム）
- オールスターゲーム出場：6回 （1968年、1971年 - 1973年、1977年、1980年）

### 背番号
- 78（1967年）
- 4（1968年 - 1978年）
- 5（1979年 - 1984年）
- 90（1985年 - 1986年）
- 77（1987年 - 1988年）